# Kokanee Range
Kokanee Range är ett berg i Kanada.   Det ligger i provinsen British Columbia, i den södra delen av landet, 3 100 km väster om huvudstaden Ottawa. Toppen på Kokanee Range är 2 151 meter över havet.
Terrängen runt Kokanee Range är huvudsakligen bergig, men den allra närmaste omgivningen är kuperad. Trakten runt Kokanee Range är nära nog obefolkad, med mindre än två invånare per kvadratkilometer.. Närmaste större samhälle är Riondel, 13,0 km sydost om Kokanee Range.
I omgivningarna runt Kokanee Range växer i huvudsak barrskog.